# 艾鞭藻科
艾鞭藻科（学名：Ebriidae）是艾鞭藻目下的一个科。主要分佈於全球各地海洋沿岸。

## 下属分类
本科包括以下属：
- Ebria
- Ebriella G.Deflandre, 1934
- Ebrinula G.Deflandre, 1950